# 馬山駅
馬山駅（マサンえき）は、大韓民国慶尚南道昌原市馬山会原区合城洞にある、韓国鉄道公社慶全線の駅である。

## 駅構造
- 相対式・島式ホーム3面6線の地上駅。

### のりば
| ホーム | 路線                | 種別                       | 行先                                                                  | 備考                   |
| ------ | ------------------- | -------------------------- | --------------------------------------------------------------------- | ---------------------- |
| 1・2   | 馬山 - 釜田広域電鉄 |                            |                                                                       | 備用ホーム、現時不使用 |
| 3      | 慶全線(下り)        | ITX-セマウル・ムグンファ号 | 晋州・順天・光州松汀・木浦方面                                        |                        |
| 4      | 慶全線(下り)        | KTX                        | 晋州・順天・光州松汀・木浦方面                                        |                        |
| 5      | 慶全線(上り)        | KTX                        | 三浪津・亀浦・釜田・太和江・浦項 密陽・東大邱・大田・光明・ソウル方面 |                        |
| 6      | 慶全線(上り)        | ITX-セマウル・ムグンファ号 | 三浪津・亀浦・釜田・太和江・浦項 密陽・東大邱・大田・光明・ソウル方面 |                        |

## 駅周辺
- 国民銀行馬山駅支店
- 国民健康保険公団 昌原馬山支社
- 石田初等学校
- 慶南銀行 本店
- CGV馬山
- 馬山市外バスターミナル

## 歴史
- 1905年10月21日 - 開業[1][2]。当時は現駅より南側の海沿いにあり、スイッチバック構造を有していた。
- 1977年12月15日 - 昌原駅 - 当駅 - 中里駅間がルート変更され、現位置に移転[3]。旧線の一部は馬山港第1埠頭線となる。
- 2010年12月15日 - 慶全線が三浪津から複線電化と一部区間が移設され、ソウル方面へのKTX列車の運行開始。駅舎も大幅に改装された。
- 2011年1月26日 - 馬山港第1埠頭線廃止。

## 隣の駅
韓国鉄道公社
慶全線
昌原駅 - 馬山駅 - 中里駅